# Dharan Singh Dahiya
Dharan Singh Dahiya (ur. 12 lipca 1967) – indyjski zapaśnik walczący w stylu wolnym. Olimpijczyk z Barcelony 1992, gdzie odpadł w eliminacjach w kategorii 62 kg.
Jedenasty w mistrzostwach świata w 1993. Mistrz Wspólnoty Narodów w 1989; trzeci w 1991 i czwarty w 1993. Mistrz Igrzysk Azji Południowej w 1985, 1989 i 1993. Piąty na igrzyskach wspólnoty narodów w 1994 roku.
- Turniej w Barcelonie 1992

Przegrał z Grekiem Jeorjosem Mustopulosem i Szwajcarem Martinem Müllerem.